# Witchpen
Witchpen war ein frühes Textverarbeitungsprogramm für das Betriebssystem MS-DOS von Hannes Keller (Hannes Keller Witch Systems Inc.), einem Schweizer Computerpionier. Witchpen war ab Februar 1983 und die Weiterentwicklung Witchpen mal 5 ab 1988 erhältlich. Die Programme gehörten zu den ersten mit automatischer Rechtschreibkorrektur und WYSIWYG. Viele moderne Textprogramme haben von Witchpen Funktionen übernommen.

## Technisches
Witchpen mal 5 lief ab 256 kByte Arbeitsspeicher (in einer Zeit, als Rechner wie der IBM PC XT verbreitet waren), in der Anleitung stand: „Gegenwärtig sind noch ganze 6 Zeichen frei im Speicherraum! Gerne hätten wir einige Funktionen mehr in WITCHPEN, z. Bsp. den Cursorsprung an das Zeilenende usw. – aber es gibt leider keinen Platz mehr.“ Es benötigte 2 MByte Speicher auf der Harddisk, was für die Zeit als gewaltig viel galt. Aber das System konnte auch auf Rechnern ohne Harddisk, aber mit Diskettenlaufwerken (5,25″-Disketten), betrieben werden, jedoch musste beim Programmmodulwechsel der Speicherinhalt respektive die Diskette gewechselt werden.
Das Textprogramm konnte mit automatischer Rechtschreibkorrektur mit zwei Diskettenlaufwerk genutzt werden (Textverarbeitungsprogramm im RAM geladen und reduziertes Wörterbuch im Laufwerk. Speicherdiskette für die Textdateien durch Diskettenwechsel im Laufwerk mit der Programmdiskette), also mit zwei Diskettenlaufwerken (Laufwerk A: mit der Textverarbeitung und Speicherdiskette, Laufwerk B: mit dem Wörterbuch) oder mit Installation auf einer damals sehr teuren Festplatte.

## Umfang
Das Programm wurde auf 13 Disketten ausgeliefert und enthielt folgende, in der damaligen Zeit teilweise revolutionäre, Module:
- Textverarbeitung mit Blitzwörterbuch, Textgestaltung am Bildschirm
- Programmiersprache HK
- Adressdatei und Datenbank
- Witchpad, ein Grafikprogramm
- Job-Automation und WITCH-DOS
- Zusatzprogramme (Übersetzung mit Wörterbuch, Inhalts- und Stichwortverzeichnisse, Stilanalyse, Formatierungsprogramm, Umwandlung für Lichtsatz und Dateitypen)

Zusätzliche Module, z. B. Speziallexika oder Wörterbücher, waren optional zu Preisen von 100 bis zu 450 DM erhältlich.

## Nachfolger
Als sich dann die Textverarbeitungsprogramme großer Softwarehäuser, z. B. Wordstar, Microsoft Word for Windows, IBM Writing Assistant, F&A u. a., immer mehr verbreiteten, wurde das Modul Blitzwörterbuch als eigenständiges Programm unter dem Namen Ways for Windows zur Verwendung mit diesen angeboten. Das Programm passte auf eine 3,5″-Diskette und belegte wenig Ressourcen.
Allein über Vobis, eine deutsche PC-Handelskette, wurden über 3 Mio. Exemplare abgesetzt (teilweise als Grundausstattung der Vobis-Rechner) – für damalige Zeiten ein Erfolg für ein kleines Softwareunternehmen.

## Fachliteratur
- Aribert Böhme: QuickStart Witchpen, Der Einstieg in 20 Schritten. SYBEX Verlag Köln 1990, 139 S. (ISBN 3-88745-704-8, ISBN 978-3-88745-704-4)